# Prévessin-Moëns
Prévessin-Moëns és un municipi francès situat al departament de l'Ain i a la regió d'Alvèrnia-Roine-Alps. L'any 2007 tenia 4.961 habitants.

## Demografia

### Població
El 2007 la població de fet de Prévessin-Moëns era de 4.961 persones. Hi havia 1.996 famílies de les quals 532 eren unipersonals (217 homes vivint sols i 315 dones vivint soles), 552 parelles sense fills, 707 parelles amb fills i 205 famílies monoparentals amb fills.
La població ha evolucionat segons el següent gràfic:
Habitants censats

### Habitatges
El 2007 hi havia 2.259 habitatges, 2.025 eren l'habitatge principal de la família, 163 eren segones residències i 70 estaven desocupats. 1.353 eren cases i 900 eren apartaments. Dels 2.025 habitatges principals, 1.330 estaven ocupats pels seus propietaris, 646 estaven llogats i ocupats pels llogaters i 49 estaven cedits a títol gratuït; 80 tenien una cambra, 174 en tenien dues, 261 en tenien tres, 410 en tenien quatre i 1.100 en tenien cinc o més. 1.830 habitatges disposaven pel capbaix d'una plaça de pàrquing. A 825 habitatges hi havia un automòbil i a 1.136 n'hi havia dos o més.

### Piràmide de població
La piràmide de població per edats i sexe el 2009 era:
| Homes | Edats   | Dones |
| ----- | ------- | ----- |
| 0     | 95 o +  | 0     |
| 0     | 90 a 94 | 4     |
| 8     | 85 a 89 | 16    |
| 16    | 80 a 84 | 16    |
| 32    | 75 a 79 | 24    |
| 32    | 70 a 74 | 40    |
| 68    | 65 a 69 | 44    |
| 120   | 60 a 64 | 84    |
| 164   | 55 a 59 | 160   |
| 228   | 50 a 54 | 244   |
| 156   | 45 a 49 | 244   |
| 140   | 40 a 44 | 184   |
| 144   | 35 a 39 | 160   |
| 164   | 30 a 34 | 124   |
| 88    | 25 a 29 | 120   |
| 136   | 20 a 24 | 120   |
| 180   | 15 a 19 | 132   |
| 124   | 10 a 14 | 160   |
| 152   | 5 a 9   | 184   |
| 108   | 0 a 4   | 108   |

## Economia
El 2007 la població en edat de treballar era de 3.436 persones, 2.508 eren actives i 928 eren inactives. De les 2.508 persones actives 2.327 estaven ocupades (1.241 homes i 1.086 dones) i 182 estaven aturades (86 homes i 96 dones). De les 928 persones inactives 204 estaven jubilades, 304 estaven estudiant i 420 estaven classificades com a «altres inactius».

### Ingressos
El 2009 a Prévessin-Moëns hi havia 1.969 unitats fiscals que integraven 5.092 persones, la mediana anual d'ingressos fiscals per persona era de 28.034 €.

### Activitats econòmiques
Dels 136 establiments que hi havia el 2007, 1 era d'una empresa alimentària, 3 d'empreses de fabricació d'altres productes industrials, 7 d'empreses de construcció, 28 d'empreses de comerç i reparació d'automòbils, 8 d'empreses de transport, 11 d'empreses d'hostatgeria i restauració, 3 d'empreses d'informació i comunicació, 5 d'empreses financeres, 9 d'empreses immobiliàries, 25 d'empreses de serveis, 28 d'entitats de l'administració pública i 8 d'empreses classificades com a «altres activitats de serveis».
Dels 25 establiments de servei als particulars que hi havia el 2009, 2 eren oficines de correu, 2 oficines bancàries, 1 taller de reparació d'automòbils i de material agrícola, 2 fusteries, 2 lampisteries, 2 electricistes, 2 perruqueries, 7 restaurants, 3 agències immobiliàries i 2 salons de bellesa.
Dels 8 establiments comercials que hi havia el 2009, 2 eren botiges de menys de 120 m², 1 una botiga de menys de 120 m², 1 una fleca, 1 una botiga d'electrodomèstics, 2 botigues de material esportiu i 1 una joieria.
L'any 2000 a Prévessin-Moëns hi havia 16 explotacions agrícoles que ocupaven un total de 525 hectàrees.

## Equipaments sanitaris i escolars
El 2009 hi havia 1 hospital de tractaments de curta durada i 2 farmàcies.
El 2009 hi havia 1 escola maternal i 3 escoles elementals. Prévessin-Moëns disposava d'un col·legi d'educació secundària amb 437 alumnes.

## Poblacions més properes
El següent diagrama mostra les poblacions més properes.